# Stefan Adam
Stefan Adam (* 12. Februar 1973 in Dortmund) ist ein deutscher Handball- und Sportfunktionär und ehemaliger Handballspieler.
Bis zum ersten Staatsexamen studierte Stefan Adam noch Jura. Er begann seine Karriere beim OSC Dortmund. Zwischen 1992 und 2003 war er in der 1. und 2. Bundesliga aktiv für den OSC sowie die HSG Dortmund, den TSV Bayer Dormagen, die HSG Düsseldorf sowie den LTV Wuppertal. Parallel dazu wurde er 2002 Geschäftsführer und Gesellschafter der Wuppertaler Handball Marketing GmbH des LTV Wuppertal. Nach der Fusion des LTV mit der SG Solingen besetzte er ab 2006 die gleichen Positionen beim neu gegründeten Bergischen HC. Durch sein fachmännisches Engagement beim BHC, das dem Verein neben dem Aufstieg in die deutsche Eliteliga auch zahlreiche liquide Sponsoren einbrachte, hat Adam bundesweit Ansehen errungen und das Interesse verschiedener Vereine auf sich gezogen.
Im September 2012 gab er bekannt, zum deutschen Rekordmeister THW Kiel in die 1. Bundesliga zu wechseln. Sein Nachfolger beim Bergischen HC wurde Jörg Föste, der zuvor seit der Gründung des Vereins als Marketingexperte und Sprecher des Beirats tätig war. In Kiel war Adam seit dem 24. Januar 2013 tätig. Am 19. August 2013 wurde die einvernehmliche Trennung von Adam und dem THW bekannt gegeben, die mit unterschiedlichen Auffassungen „bezüglich der zukünftigen Weichenstellungen des THW Kiel“ begründet wurde. Seit dem 1. Juli 2014 ist er Geschäftsführer des HC Erlangen. Zum 1. August 2016 wechselte er in den Aufsichtsrat des HC Erlangen und wurde zum gleichen Zeitpunkt Geschäftsführer bei der Düsseldorfer EG aus der Deutschen Eishockey Liga. Im Oktober 2020 wurde bekannt gegeben, dass Adam bei der DEG freigestellt wurde.
Darüber hinaus ist Adam seit Juli 2009 Mitglied des Präsidiums der Handball-Bundesliga und zuvor schon seit August 2006 Aufsichtsratsmitglied beim mehrfachen deutschen Basketball-Meister Brose Bamberg. Er wirkte 2008 unter anderem an den Planungen zur eingleisigen 2. Handball-Bundesliga mit, die Anfang 2009 beschlossen wurde.